# Monte San Giovanni in Sabina
Monte San Giovanni in Sabina – miejscowość i gmina we Włoszech, w regionie Lacjum, w prowincji Rieti.
W 2013 r. gminę zamieszkiwało 736 osób, 23,93 os./km².